# Diaphus termophilus
Diaphus termophilus är en fiskart som beskrevs av Tåning 1928. Diaphus termophilus ingår i släktet Diaphus och familjen prickfiskar. Inga underarter finns listade i Catalogue of Life.